# Последният мохикан (филм)
„Последният мохикан“ (на английски: The Last of the Mohicans) е американски приключенски филм от 1992 г., протичащ през 1757 г. по време на Френската и индианска война. Режисиран е от Майкъл Ман и се базира на едноименния роман на Джеймс Фенимор Купър, макар че дължи повече на филма от 1936 г., отколкото на романа. Сниман е в Северна Каролина. Саундтракът включва музика от Тревър Джоунс и Ранди Еделман и песента I Will Find You от Кланад. Филмът печели награда „Оскар“ за звук. Основната музикална тема е взета от песента The Gael на шотландския певец и автор на песни Дъги МакЛеан.

## Сюжет
Внимание:  Текстът по-долу разкрива сюжета на произведението (или части от него)!
През 1757 г., британците и французите се бият за контрол на Северна Америка във Френската и индианска война. Въпреки че колонистите са задължени от закона да се присъединят към опълчението, за да помогнат на британците, много от тях не желаят да изоставят домовете и семействата си беззащитни.
Чингачгук (Ръсел Мийнс), синът му Ункас (Ерик Швайг) и Ястребово око (Дениъл Дей-Люис) – неговият осиновен бял син – посещават домакинството на Камерън. Джак Унтрооп (Едуард Блачфорд) казва на Ястребово око, че събира доброволци за британската армия. На следващата сутрин Джак и още неколцина отиват в Олбани, Ню Йорк, за да получат условия от ген. Уеб, който се съгласява да ги пусне, ако домовете им бъдат нападнати. Удовлетворени, те се присъединяват към британските сили във форт Уилям Хенри, на 60 мили северно от Олбани на южния край на езерото Джордж.
Кора Мънро (Маделин Стоу) и нейната сестра Алис (Джоди Мей) пътуват до форт Уилям Хенри, за да се срещнат там с баща им полк. Едмънд Мънро (Морис Рийвс), командирът на британския гарнизон във форта. Индианец гид на име Магуа (Уес Студи) и отряд британски войници, командвани от м-р Дънкан Хейуърд (Стивън Уодингтън), ескортират жените по пътеката. Те обаче попадат в засада на племето хурон, водено от самия Магуа. Хейуард, Кора и Алис са спасени от Ястребово око и неговите спътници, които са били по следите на военния индиански отряд. По време на битката Магуа се опитва да застреля Кора, но Ястребово око го принуждава да бяга. Спасителите неохотно се съгласяват да ескортират оцелелите до форт Уилям Хенри. По пътя те откриват, че фермата на Камерън е срината със земята и всички са убити, макар че нищо не е откраднато – сигурен знак за военен отряд.
Те намират форт Уилям Хенри под обсада от французите, но успяват да се промъкнат вътре. Когато Мънро мъмри дъщерите си, че са дошли при него, те осъзнават, че Магуа ги е измамил поради някаква незнайна причина. Мънро казва на Хейуард, че фортът може да удържи само още три дни. Единствената им надежда е да изпратят вестоносец до ген. Уеб в близкия форт Едуард за подкрепления. Когато Ястребово око казва на Мънро за клането в дома на Камерън, Мънро хладно го отхвърля. Когато Хейуард добавя собствените си наблюдения, Мънро му казва да държи своя ум и дълг съсредоточени върху французите.
Когато Ястребово око казва на колонистите за нападението срещу фермата на Камерън, те искат да бъдат освободени, за да отидат да отбраняват домовете си, както ген. Уеб се е съгласил. Мънро отказва и Ястребово око помага на Джак и приятелите му да дезертират. Ястребово око, който остава, за да бъде с Кора, е арестуван за бунт и е осъден на обесване, въпреки силната защита от страна на Кора на действията му.
Като фортът е на ръба на падането, френският командир ген. Монкалм (Патрис Шеро) предлага на Мънро щедри условия за предаване: на гарнизона и техните семейства се предлага безопасно отиване в Олбани при условие, че ще се върнат в Англия и повече няма да се бият във войната. Мънро неохотно се съгласява, след като Монкалм му показва прехванато съобщение от Уеб, в което генералът отказва да изпрати помощ.
През нощта Магуа мъмри Монкалм, че е направил мир с англичаните и разкрива причината за омразата си към Мънро: той е бил пленен и поробен от силите на Мънро и мохокски съюзници, които нападнали и унищожили селото му и убили децата му. Докато той става кръвен брат на мохок, възприема обичаите им и се издига в редиците им, за да възвърне свободата си (оставайки хурон в сърцето си през цялото време), неговата съпруга, вярвайки че е мъртъв, взема друг съпруг. Магуа и Монкалм тогава стигат до зловещо разбирателство, че докато на Монкалм е наложено от честта да спази условията на предаването и да остави британците да си тръгнат необезпокоявани, Магуа няма такова задължение.
Докато си отиват, британците попадат на засада на доста по-голяма сила хурони, водени от Магуа. За да отмъсти за семейството си, Магуа лично изрязва сърцето на Мънро, но не преди да му каже, че ще убие дъщерите му, така че линията му да бъде прекъсната.
Ястребово око, Кора, Алис, Ункас, Чингачгук, Хейуард и двама други войници избягват през езерото и надолу по реката в пещера зад водопад. С техния намокрен барут, Ястеребово око и двамата му спътници скачат през водопада във водата долу, знаейки че присъствието им ще доведе до безнадежден бой. Преди да избяга Ястребово око призовава Кора да оцелее и ѝ обещава, че ще намери каквото и да стане. Хейуард и двете жени са пленени, а другите двама войници убити.
Затворниците са отведени в село на хурони, преследвани от Ястребово око, Ункас и Чингачгук. Магуа се пазари със сахема, когато те са прекъснати от пристигането на невъоръжения Ястребово око, предизвиквайки враждебните воини. С Хейуард като преводач Ястребово око убеждава вожда, че Магуа действа за себе си, а не в интерес на хуроните. Вождът отсъжда Кора да бъде изгорена, за да изкупи мъртвите деца на Магуа, на Магуа се дава Аалис за съпруга, така че и двете кръвни линии да продължат, въпреки че както по-рано заявява, Магуа има намерение да изтреби потомството на Мънро. Хейуард ще се върне на британците с надеждата да се избегнат отмъщения, а Ястребово око е пуснат да си върви в признание на неговата смелост. Отчаян, Ястребово око моли да заеме мястото на Кора, Хейуард нарочно превежда погрешно, предлагайки себе си. Когато вождът приема Магуа го проклина и си тръгва с Алис и хората си. От безопасно разстояние Ястребово око милостиво застрелва Хейуард докато той гори на кладата. Те тогава се отправят в преследване на Магуа.
Докато Чингачгук следва с Ястребово око, Ункас настига отряда на Магуа сам. Той убива неколцина мъже преди да поведе ръкопашен бой с Магуа. Магуа убива Ункас и хвърля тялото му от скалите, след което Алис преднамерено скача в пропастта. Ястребово око, Чингачгук и Кора виждат смъртта на любимите им хора от разстояние. Настигайки ги, двамата мъже убиват няколко вражески бойци. Докато Ястребово око държи останалите на мушка, Чингачгукк се бие с Магуа и отмъщава за сина си. След церемония за Ункас, Чингачгук се нарича „последният мохикан“.

## Саундтрак
Песни 1 – 9 са композирани от Тревър Джоунс, 10 – 15 от Ранди Еделман.
1. Main Title – 1:44
2. Elk Hunt – 1:49
3. The Kiss – 2:47
4. The Glade Part II – 2:34
5. Fort Battle – 4:22
6. Promontory – 6:15
7. „Munro's Office/Stockade“ – 2:30
8. „Massacre/Canoes“ – 6:52
9. Top of the World – 2:43
10. The Courier – 2:27
11. Cora – 2:30
12. River Walk and Discovery – 5:30
13. Parlay – 3:46
14. The British Arrival – 2:00
15. Pieces of a Story – 4:58
16. I Will Find You (изпълнена от Кланад) – 1:42